# 427th Special Operations Squadron
Il 427th Special Operations Squadron (427th SOS) è un'unità specializzata e segreta della United States Air Force. Dopo che il reporter Andreas Parsch aveva presentato una richiesta in virtù del Freedom of Information Act, l'Air Force dichiarò che l'unità "supporta le esigenze addestrative … di infiltrazione ed esfiltrazione." In altri termini, prepara truppe a scivolare con discrezione dentro e fuori territori pericolosi. La squadriglia non è elencata dalla Air Force Historical Research Agency. Organi di informazione riferiscono che sia di stanza presso Pope Field (Carolina del Nord).
La squadriglia fu originariamente formata nella Seconda guerra mondiale come 427th Night Fighter Squadron.
La sua missione costitutiva di difendere le United States Army Air Forces di stanza in Unione Sovietica fu annullata poiché i sovietici non permisero che l'unità si insediasse nella repubblica sovietica di Ucraina in occasione delle missioni "pendolari" di bombardamento dell'Operazione Frantic che ebbero luogo nel 1944. In seguito operò in Italia, India, Cina Meridionale e Birmania come squadriglia su caccia notturni intercettori P-61 Black Widow.
Fu riattivata nel corso della Guerra del Vietnam per addestrare i piloti dell'aviazione sudvietnamita all'uso di Cessna A-37 Dragonfly in operazioni di controguerriglia. La sua più recente attivazione può implicare attività controguerriglia/antiterrorismo in seno all'Air Force Special Operations Command.

## Missione
Il 427th SOS è un'unità clandestina sulla quale l'Air Force lascia trapelare ben poco. Secondo alcuni resoconti giornalistici l'organizzazione può garantire capacità Short Takeoff/Landing (STOL) ed equipaggi qualificati tatticamente per sostenere le necessità addestrative della comunità US Army Special Operations Forces (SOF). Può supportare lo US Army Special Operations Command (USASOC), lo US Army Special Forces Command (USASFC), ed il John F Kennedy Special Warfare Center (JFKSWCS).
Si ritiene che il 427th SOS offra al personale US Army SOF l'opportunità di addestrarsi nell'infiltrazione ed esfiltrazione con i vari tipi di aerei che possono incontrare nei Paesi meno sviluppati nei quali fungono da istruttori. Se questo è un dato di fatto, ne consegue che gli equipaggi del 427th SOS devono avere dimestichezza con aerei di tipo più piccolo per consentire al personale US Army di familiarizzare con le rispettive caratteristiche, particolarità e prestazioni.
Il 160th dell'esercito USA (SOAR (A) usa piattaforme ad ala rotante (MH-60, MH-47, MH-6/AH-6). L'AFSOC usa principalmente aeromobili ad ala fissa (MC-130, AC-130, CASA-212) con l'eccezione dei suoi CV-22. Il 427th probabilmente impiega velivoli non ordinari che si possono incontrare nelle nazioni del terzo mondo o dell'ex blocco orientale.

## Storia
Il 427th Night Fighter Squadron fu formato a Hammer Field (California) dove venivano addestrati i suoi equipaggi. La squadriglia eseguiva anche missioni addestrative di volo nella zona di Bakersfield. Una volta completato l'addestramento come unità organica, il personale del 427th NFS fece i bagagli e lasciò l'assolata San Joaquin Valley californiana a metà luglio 1944. In principio si trasferiva via nave dalla costa orientale a Casablanca (Marocco Francese). Una volta che gli aerei della squadriglia furono rimontati e verificati, l'unità volò ad est verso Il Cairo (Egitto) dove attese ordini da Poltava Air Base (Ucraina) sul fronte dell'Unione Sovietica.

### Il Fronte Russo e il Mediterraneo
La missione prevista sul Fronte Russo era dare scorta e difesa aerea con caccia notturni ai bombardieri B-17 Flying Fortress della Eighth e della Fifteenth Air Force nelle missioni "pendolari" dalle loro basi in Inghilterra e Italia sugli obiettivi in Europa Orientale nel quadro dell'Operazione Frantic. Però un attacco notturno della Luftwaffe sulle basi dell'aviazione sovietica dove atterrarono i bombardieri in Ucraina il 21 giugno 1944 creò un grande scompiglio e distrusse molti aerei a terra. I sovietici non vollero permettere ai caccia notturni USAAF di difendere le basi dei bombardieri, insistendo che la difesa aerea fosse di loro competenza. Gli ordini da Poltava per il 427th furono eliminati.
In cambio, il 427th NFS doveva affiancare le quattro squadriglie dotate di caccia notturni Bristol Beaufighter della Twelfth Air Force nella zona del Mediterraneo. Dopo circa una settimana di attesa al Cairo, il contingente aereo partì e raggiunse il 19th Replacement Depot nei pressi di Napoli. La loro nuova consegna era garantire la difesa aerea notturna dal campo d'aviazione di Pomigliano, che iniziò le operazioni al suo arrivo il 3 settembre. La sua permanenza fu breve, dato che il 20 settembre il 427th ricevette l'ordine di rischierarsi sul Teatro di Cina-Birmania-India unendosi alla Tenth Air Force in India.
Sebbene il 427th fosse stato attivo nella zona di Napoli per meno di tre settimane, riuscì ad eseguire numerose missioni di volo entrando in contatto con i ricognitori della Luftwaffe provenienti dal Nord Italia. In una di queste missioni un guasto radar verificatosi appena prima di giungere a portata di tiro frustrò il possibile abbattimento di un aereo tedesco. Nell'altra missione in cui si era stabilito il contatto, l'attacco fu interrotto nel momento in cui le difese contraeree di Napoli tentarono di intervenire, generando il fuoco amico sui P-61 del 427th.

### Teatro di Cina-Birmania-India

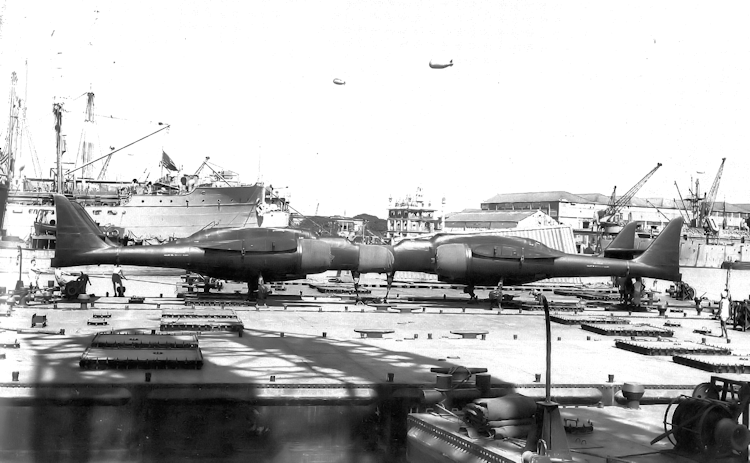
P-61 Black Widow del 427th Night Fighter Squadron in arrivo a Calcutta (India), 1944.

All'arrivo in India, la squadriglia collaborò strettamente con il 426th NFS. Il 426th, con solo quattro Black Widow efficienti, aveva bisogno di altri velivoli per le sue attività a Chengdu (Cina). Ci fu un accordo tra i comandanti delle due squadriglie per cui il 427th avrebbe ceduto al 426th otto dei suoi dodici aerei in cambio di quelli del 426th presenti al deposito di Karachi, di cui due erano stati montati e sei erano in fase di montaggio. In quel momento il 427th fu assegnato al campo di aviazione di Pandaveswar nel Bengala Occidentale.
Il 28 novembre arrivò un altro contingente del 427th NFS al campo di aviazione di Myitkyina (Birmania). Un'altra parte della squadriglia arrivò in dicembre, per lo più su autocarri lungo la strada di Ledo dal suo quartier generale in India per preparare Myitkyina (dove rimarrà fino al maggio 1945) come nuovo quartier generale della squadriglia.
Nel corso del mese di dicembre, il piccolo distaccamento di P-61 del 427th a Myitkyina fu pienamente impegnato nel'"azione" aerea. Parteciparono a diciassette missili di combattimento. Tre erano pattugliamenti ordinati dai comandi superiori, due erano dovute alla presenza in zona di aerei nemici.

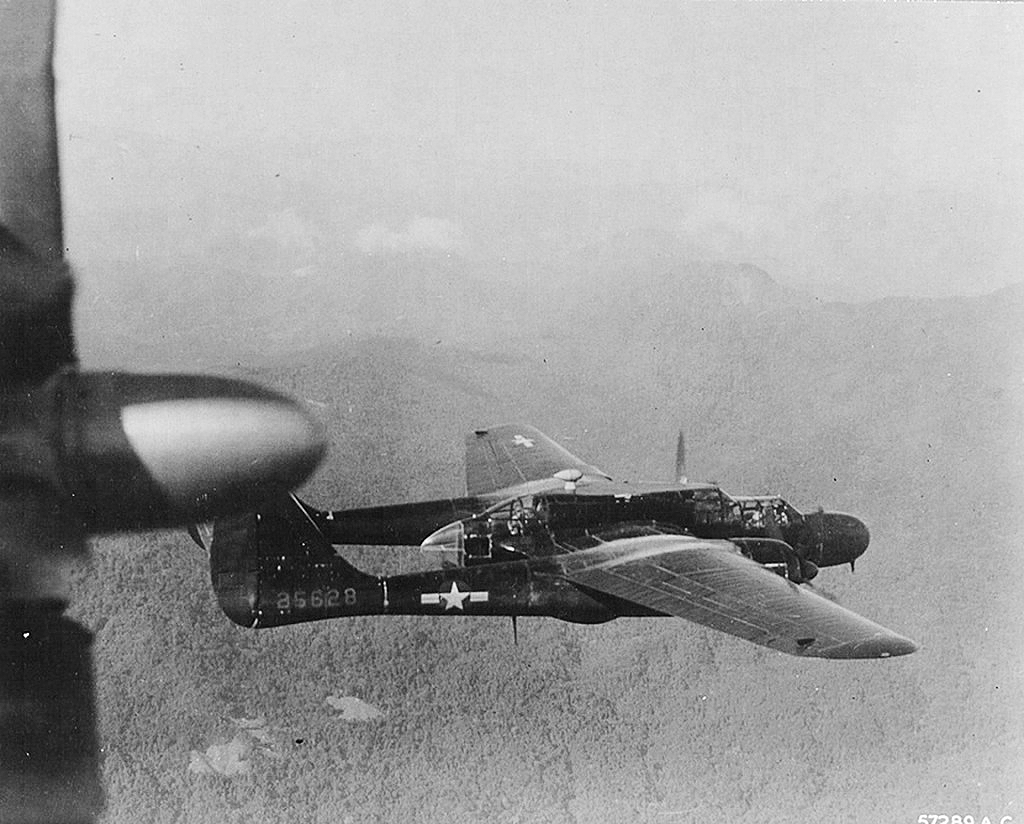
Northrop P-61A-10-NO Black Widow 42-5628 del 427th Night Fighter Squadron in volo sulla Birmania settentrionale, 1944.

Il 25 dicembre 1944 arrivò all'aeroporto di Kunming (Cina) un distaccamento del 427th NFS, sostituendo il distaccamento del 426th, ma il grosso della squadriglia rimase in Birmania. Nel gennaio successivo questi aerei pattugliarono i cieli di Myitkyina e Bhamo oltre a dodici servizi di intercettazione tattica locale. Non furono incontrati aerei nemici. Sfortunatamente il 427th incorse in uno di quei tragici errori che possono capitare in tempo di guerra. Il 22 gennaio uno dei suoi aerei del distaccamento cinese in azione sul campo di aviazione di Suichwan (Cina sudorientale) abbatté un C-87 USA (una versione da trasporto del bombardiere Liberator) con nove membri di equipaggio. Il C-87 era in una zona proibita e non faceva comunicazioni radio, il che fece ritenere che fosse un velivolo ostile.
Da questo momento, cessò quasi del tutto il volo notturno giapponese. Il 427th compì sempre più numerose incursioni notturne. Modificò i suoi aerei in modo che trasportassero sotto ciascun'ala tre tubi lanciarazzi simili al bazooka. Con i suoi P-61 così attrezzati operò contro le forze giapponesi dalle sue basi di Myitkyina in Birmania e di Kunming in Cina.
Le incursioni del 427th iniziarono il 22 febbraio con una scorreria sulla rete stradale a sud di Lashio (Birmania). La squadriglia fece sette sortite notturne quel mese. A metà marzo svolse missioni diurne e e notturne di ricognizione offensiva gravitante sulla rete stradale Pangkeyhtu/Loi-lem/Ho-pong/Namsang. Quel mese furono eseguiti trentatré pattugliamenti "giorno e notte". Le missioni che nei programmi dovevano partire da Kunming e dal campo di aviazione di Chinkiang furono tagliate in aprile per la scarsità di carburante.
Il quartier generale della squadriglia si spostò dalla Birmania a Kisselbarri, presso Dinjan (India), a fina maggio. Il distaccamento di Kunming-Cina rimase lì, gestendo elementi del campo di aviazione di Dinjan (India); del campo di aviazione di Chengkung e dell'aeroporto di Nanning in Cina fino alla fine della guerra. L'attività aumentò in luglio, con la squadriglia che vantava di aver distrutto 155 
sampan e di averne danneggiati cinquantadue, oltre a numerosi magazzini, chiatte, treni e autocarri. Oltre a compiere incursioni diurne e notturne, furono eseguite due missioni speciali per aviolanciare provviste mediche su aerei BT-13 Valiant.

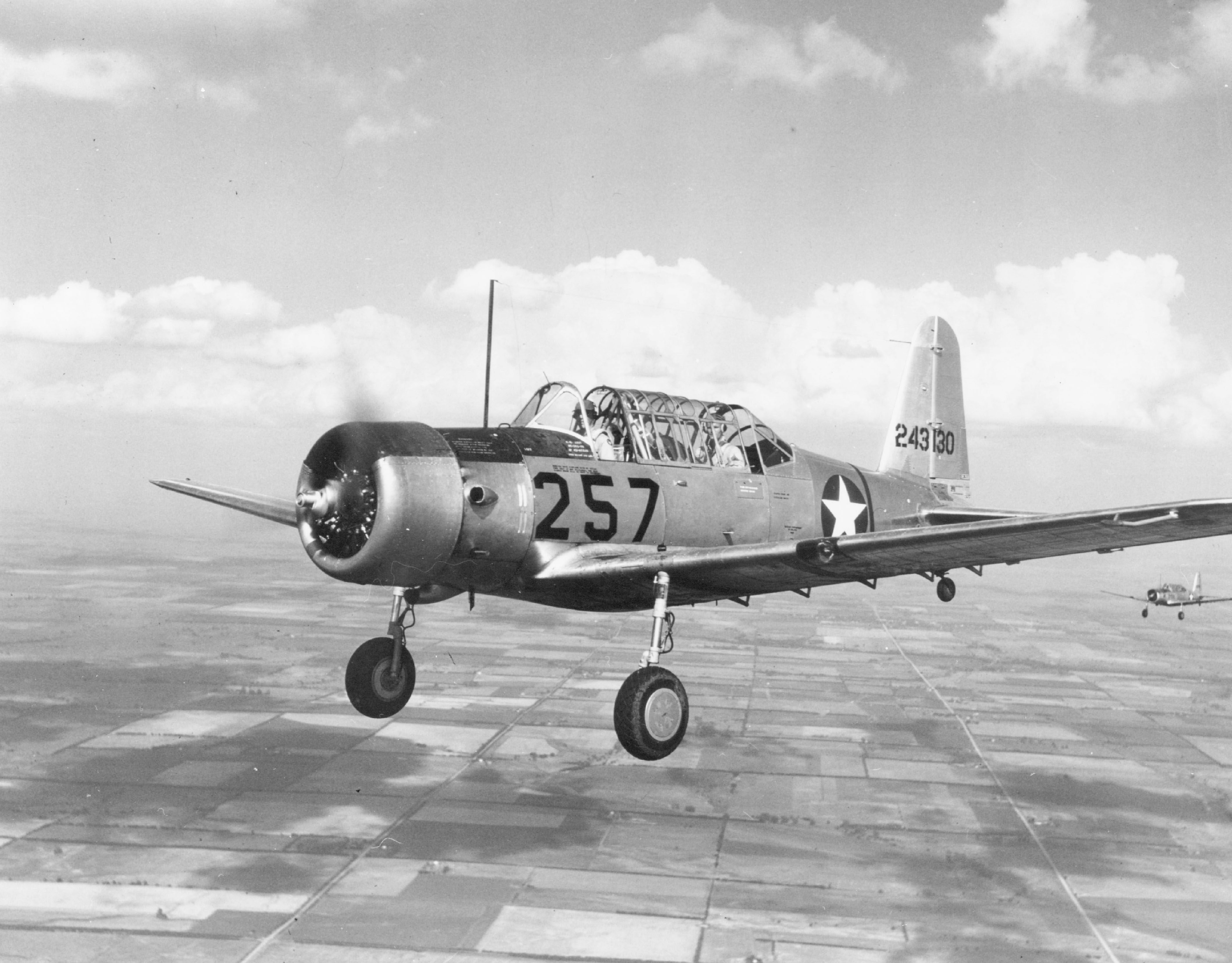
Un Vultee BT-13 Valiant in volo, 1943.

Il 13 agosto 1945 il 427th ricevette l'ordine di trasferirsi al campo di aviazione di Liuchow (Cina). Il contingente aereo lo raggiunse subito in volo mentre il contingente terrestre iniziò il movimento su strada. A guerra finita, al contingente aereo fu ordinato di volare al campo di aviazione di Yangkai (Cina), consegnare gli aerei per "metterli in salamoia" (preparazione all'accantonamento) e iniziare il rientro a casa. Tutti gli aerei furono consegnati il 29 agosto. Il 427th Night Fighter Squadron fu disattivato il 13 ottobre 1945.

### Guerra del Vietnam

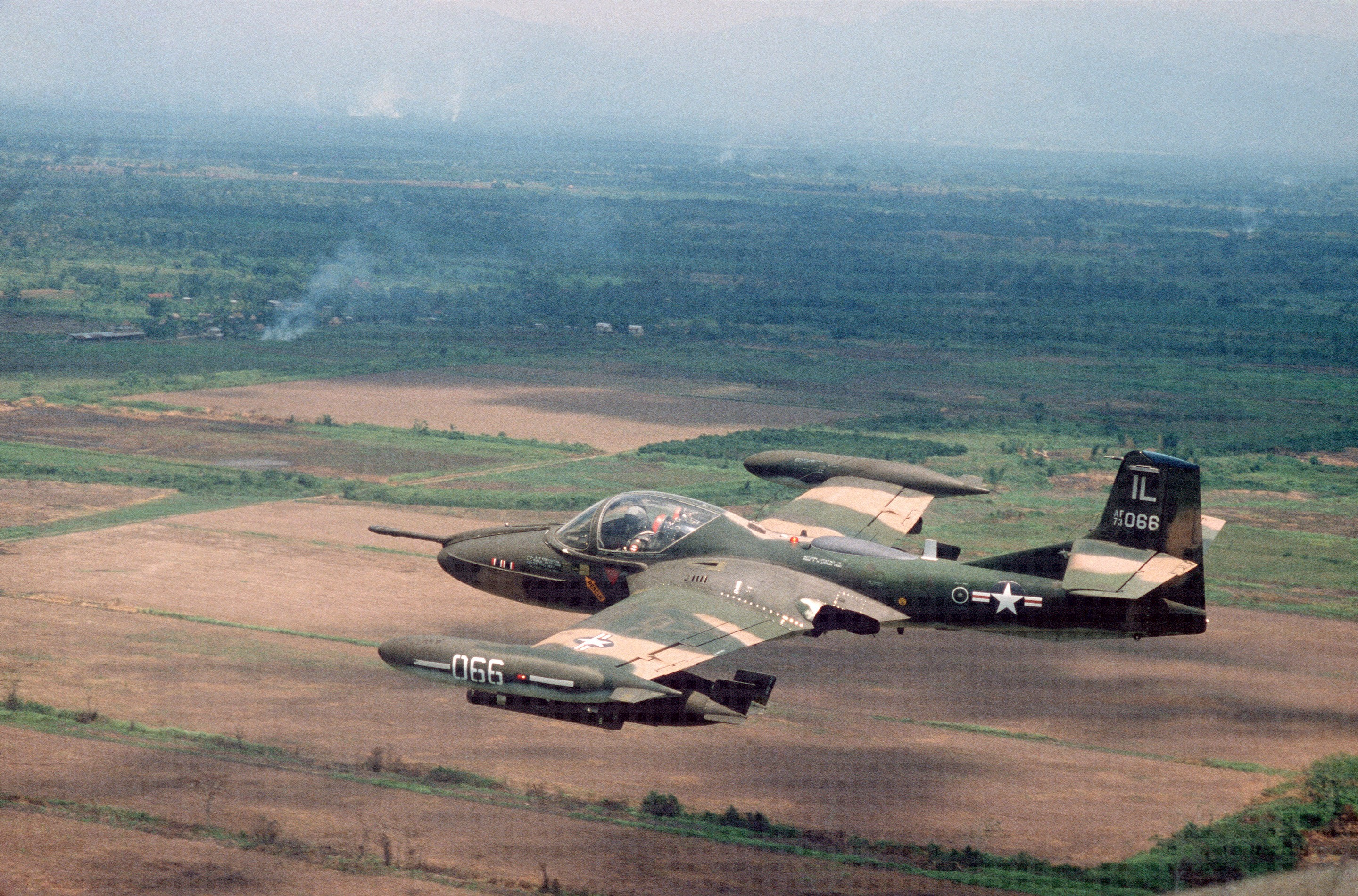
Cessna OA-37B

Il 427th Special Operations Training Squadron apparteneva al Tactical Air Command, e venne assegnato alla England Air Force Base (Louisiana) il 1 luglio 1970. Aveva la missione di erogare ai piloti dell'aviazione sudvietnamita addestramento di passaggio all'aereo contro-insorgenza OA-37B Dragonfly per combattere le attività tipo guerriglia. Al velivolo A-37 ordinario si applicò una sonda da rifornimento (in volo) sul muso; fu aggiunta schiuma reticolata ai serbatoi autosigillanti per protezione da fuoco/esplosioni qualora colpiti da proiettili antiaereo incendiari. La cabina venne corazzata e il carrello di atterraggio fu rinforzato per sopportare maggior peso e consentire al velivolo di utilizzare sperdute piste di circostanza.
La squadriglia fu disattivata il 15 luglio 1972.

## Evoluzione organica

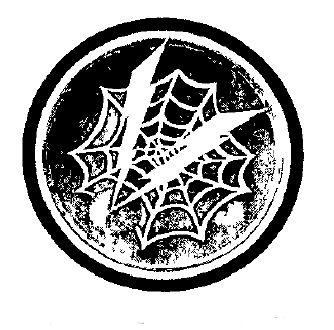
Stemma del 427th Night Fighter Squadron, Seconda guerra mondiale

- Costituito come 427th Night Fighter Squadron il 19 gennaio 1944

Attivato il 1 febbraio 1944
Disattivato il 29 ottobre 1945
- Rinominato 427th Special Operations Training Squadron e attivato il 1 luglio 1970

Disattivato il 15 luglio 1972
- Rinominato 427th Special Operations Squadron e attivato, indeterminato

### Comando sovraordinato
- Fourth Air Force

IV Fighter Command
Aggregato al 481st Night Fighter Operational Training Group, 1 febbraio 1944
- Tenth Air Force, 11 giugno 1944
- Twelfth Air Force

Aggregato al 62nd Fighter Wing, settembre 1944
- Army Air Forces India-Burma Sector, 2 ottobre 1944
- Tenth Air Force, 13 dicembre 1944
- Fourteenth Air Force, 24 agosto – 29 ottobre 1945[7]
- Tactical Air Command

4410th Special Operations Training Group, 1 luglio 1970 – 15 luglio 1972
- Air Force Special Operations Command, (data indeterminato)

### Stazioni
- Hammer AAF, California, 1 febbraio 1944
- Meadows Field Bakersfield, California, 1 maggio – 12 luglio 1944
- In passaggio 12 luglio –  8 agosto 1944
- Aeroporto di Casablanca, Marocco, 8–22 agosto
- Cairo-Payne Airfield, Egitto, 22 agosto –  3 settembre
- Pomigliano Airfield, Italia, 3–22 settembre 1944
- Barrackpore Airfield, India, 4–31 ottobre 1944 (Air Echelon)
- Pandaveswar Airfield, India, 31 ottobre –  23 December 1944

Distaccamento a Myitkyina Airfield, Birmania, 13 novembre –  23 dicembre 1944
Distaccamento a Wujiaba Airport (Kunming), Cina, 18 dicembre 1944 – 16 agosto 1945
Elementi del distaccamento Kunming agivano da
Chengkung, Chinkiang e Nanning a più riprese, gennaio–agosto 1945.
- Myitkyina Airfield, Birmania, 23 dicembre 1944 – 25 maggio 1945
- Kisselbarri Airfield, India, 25 maggio –  13 agosto 1945
- Liuchow Airfield, Cina, 13 agosto –  13 ottobre 1945
- India (località imprecisata), settembre–ottobre 1945
- Camp Kilmer, New Jersey, 28–29 ottobre 1945[7]
- England AFB, Louisiana, 1 luglio 1970 – 15 luglio 1972

### Aerei
- P-47 Thunderbolt, 1944
- P-61 Black Widow, 1944–1945
- P-70 Havoc, 1944[7]
- OA-37B, 1970–1972